# Bin El Ouiden
Bin El Ouiden (en arabe: بين الويدان), est une commune de la wilaya de Skikda en Algérie.

## Géographie

### Localisation
La commune de Bin El Ouiden est située dans le massif de Collo à 50 km au sud-ouest du chef-lieu de la wilaya de Skikda. Elle est délimitée à l’est par la commune de Tamalous, à l’ouest par la commune de Aïn Kechra, au nord par les communes de Béni Zid et de Kerkera, au sud par la commune d’Oum Toub. 
|            | Beni Zid Kerkera |          |
| Aïn Kechra | Bin El Ouiden    | Tamalous |
|            | Oum Toub         |          |

### Superficie
Les limites administratives de la commune de Bin El Ouiden englobent une superficie de 132 km².

### Relief
Le chef-lieu de la commune est à 79 m d'altitude. Le relief dans le territoire de la commune est contrasté. La morphologie d'ensemble de la région est d'aspect montagneux. Au centre domine la vallée, la plaine de Beddariya; au Nord vers Beni Zid et au Sud en direction d'Oum Toub  s'élèvent les formations collinéennes et de moyenne montagne.

### Climat
Du fait de sa position géographique, la région du Tell, la commune de Bin El Ouiden est caractérisé par un climat méditerranéen, avec des étés chauds et secs et des hivers doux et pluvieux. 
Les températures moyennes estivales et hivernales sont respectivement de 25 °C et de 11 °C. La pluviométrie est de 870 mm en moyenne. En été, le Sirocco, un vent sec et très chaud (nommé localement le Chehili), souffle depuis le Sahara en direction de la méditerranée, au nord.

### Toponymie
Le nom de Bin El Ouiden est composé de deux mots d'origine arabe: Le mot Bin qui se prononce dans le dialecte local Bîn (et en arabe classique Bayn), signifie « entre », « au croisement de », et le mot Ouiden, pluriel dialectal de Oued qui signifie « rivière », « cours d'eau» et « vallée». Le toponyme complet signifie alors  l'« entre-rivières ». Ce toponyme, qui existe ailleurs en Afrique du Nord (comme au Maroc), rappelle le toponyme berbère Aguercif / Guercif.

## Histoire
La commune de Bin El Ouidene est composée de localités, mechtas (hameaux) et douars appartenant à l'une ou l'autre des deux grands Âarch (tribus) berbères de la région: Les Beni Salah de l'Oued Guebli et les Beni Toufout.

## Population
La commune compte 21 629 habitants au recensement de 2008.